# Krążowniki typu CG(X)
Krążowniki typu CG(X) (formalnie zwane Maritime Air and Missile Defense of Joint Forces, MAMDJF) – typ planowanej w pierwszej dekadzie XXI wieku serii nowych krążowników rakietowych Marynarki Wojennej Stanów Zjednoczonych, które miały zastąpić w służbie 22 krążowniki Ticonderoga. Wprowadzenie do służby dziewiętnastu jednostek nowego typu miało być skorelowane z przewidzianym na lata 2021–2029 wycofaniem okrętów typu Ticonderoga, jest też częścią większego planu ustalenia liczebności floty na poziomie ok. 313  jednostek.
W 2010 roku program tych krążowników został anulowany wraz z kilkoma osobnymi programami, mającymi w założeniu doprowadzić do powstania systemów broni dla tego typu jednostek.

## Prace studialne
Do końca roku 2007 (stan aktualny nie jest jeszcze znany), Marynarka Wojenna USA wraz z Departamentem Obrony była na etapie analiz możliwych alternatyw kształtu technicznego nowych okrętów, przy czym przewidziane jest również poddanie możliwych rozwiązań pod rozwagę Komisji Obrony Kongresu Stanów Zjednoczonych. Przedmiotem analiz, ujętych w formę dokumentu o nazwie "CG(X) Analysis of Alternatives" (AOA), jest całokształt spraw związanych konstrukcja, budową i uzbrojeniem okrętów, w tym zwłaszcza rodzaj napędu nowych okrętów - konwencjonalnego, bądź jądrowego.

## Przypuszczalna charakterystyka typu CG(X)
W związku z faktem trwania prac studialnych nad nowym typem okrętu, nie są jeszcze znane żadne w miarę dokładne dane nowych jednostek. Z publicznie dostępnych dokumentów i wypowiedzi wysokich urzędników Pentagonu oraz Marynarki wynika jednak kilka podstawowych informacji. Zgodnie z nimi, w ramach programu Aegis BMD nowe okręty miały być elementem amerykańskiego systemu obrony antybalistycznej (Ballistic Missile Defense - BMD), spełniać miały jednocześnie rolę aktualnego systemu obrony powietrznej floty Aegis. Kwestia rodzaju napędu nowych jednostek nie jest do tej pory rozstrzygnięta, jednakże preferencje US Navy wskazują, że kadłub nowych jednostek oparty będzie na projekcie kadłuba niszczycieli o napędzie konwencjonalnym typu DDG-1000. Marynarka poinformowała także, że zmierza do wyposażenia nowych okrętów w radar o bardzo dużej mocy, będący w stanie wspierać operacje antybalistyczne. Radary te o mocy 30 lub 31 megawatów będą posiadły moc sześciokrotnie przewyższająca moc radarów AN/SPY-1 aktualnych okrętów Aegis i Aegis BMD, co wobec olbrzymiego poboru energii czyni prawdopodobnym, że okręty te będą czerpały ją z reakcji jądrowej. W związku z założeniami systemu Aegis BMD, według których system ten docelowo ma być zdolny do zwalczania pocisków balistycznych w każdej fazie ich lotu, okręty CG(X) muszą być jednostkami znacznie większymi niż aktualne krążowniki Aegis BMD typu Ticonderoga. Związane jest to bowiem z wymaganiami operacji antybalistycznych w startowej fazie lotu pocisku balistycznego (boost phase), wymagającej ogromnej - znacznie większej niż w pozostałych fazach - prędkości pocisku antybalistycznego, a co za tym idzie silniejszych stopni napędowych  - o większych rozmiarach, w ślad za tym zaś większych wyrzutni VLS i zdolnych do ich pomieszczenia tych ostatnich, kadłubów. Jak wyżej wspomniano, nie jest jeszcze rozstrzygnięta kwestia rodzaju napędu nowego typu okrętów, jednakże w razie wyboru opcji napędu atomowego, nowe okręty najprawdopodobniej otrzymają zmodyfikowaną siłownię opracowana dla nowego lotniskowca o napędzie nuklearnym typu Gerald R. Ford. Podobnie jak w lotniskowcach typu Nimitz, nowe lotniskowce posiadały będą siłownię składającą się z dwóch reaktorów, jednakże w razie wyboru napędu atomowego dla nowych krążowników, będą one posiadały zmodyfikowana wersje tej siłowni, mieszcząca jedynie jeden reaktor. O ile przy tym, jednokrotne zaopatrzenie w paliwo jądrowe podwójnej siłowni lotniskowca wystarczy na połowę przewidzianego na 40-50 lat cyklu życia okrętu, o tyle zaopatrzenie w paliwo siłowni krążownika CG(X) z jednym reaktorem  wystarczy na pełny cykl życia tego okrętu, czyli 30 do 35 lat. Wśród rozważanych alternatyw jest także budowa okrętów dwóch różnych wielkości. Zgodnie z tą koncepcją, wybudowanych zostałoby pięć dużych jednostek o wyporności 26 000 ton i napędzie jądrowym, oraz 14 mniejszych o wyporności 14 500 ton, z wykorzystaniem w całości kadłuba okrętów typu DDG-1000 - o napędzie konwencjonalnym. Wedle tej koncepcji, mniejsze okręty byłyby jednostkami eskortowymi dla zespołów lotniskowców

### Uzbrojenie
W związku z prowadzonymi odrębnie programami, nowe krążowniki miały być uzbrojone w pociski antybalistyczne:
- Raytheon SM-3 Block IA oraz RIM-161 SM-3 Block IB do zwalczania pocisków balistycznych w fazie środkowej lotu balistycznego (Midcourse Phase Defense);
- Raytheon RIM-161 SM-3 Block II oraz RIM-161 SM-3 Block IIA do zwalczania pocisków balistycznych w fazie środkowej lotu balistycznego (Midcourse Phase Defense);
- Northrop Grumman Kinetic Energy Interceptor (KEI) służący zwalczaniu pocisków balistycznych w ich fazie startowej (Boost Phase Defense)

W przyszłości, wraz z rozwojem technologii Multiple Kill Vehicle, dwie ostatnie grupy pocisków zostaną być może wyposażone w ich wersje wielogłowicowe. Krążowniki typu CG(X) miały też zostać wyposażone w nową generację przeciwlotniczych pocisków z rodziny Standard Missile - Raytheon SM-6 ERAM. Istotną  kwestia w zakresie uzbrojenia, jest wyposażenie okrętu w broń typu woda-ziemia. Po anulowaniu programu SM-4 LASM z powodu niedostatecznej skuteczności tych pocisków przeciwko celom mobilnym oraz twardym, US Navy wciąż nie posiada  nowoczesnego pocisku tej klasy. Marynarka rozważa w tej chwili możliwość modyfikacji, w celu wypełnienia tej luki, jednego z rodziny pocisków woda-powietrze SM-2.
- Okręty CG(X) najprawdopodobniej miały zostać wyposażone w jedno pionowe działo AGS (Advanced Gun System) kalibru 155 mm, a także działo elektromagnetyczne - Electromagnetic RailGun (EMRG) - które w odróżnieniu od konwencjonalnych dział chemicznych, posiadać ma zasięg 300 mil morskich (555 km).